# شاونا لنی
شاونا لنی (انگلیسی: Shawna Lenee؛ زاده ۱۲ آوریل ۱۹۸۷) بازیگر پورنوگرافی، رقاصه و مانکن اهل ایالات متحده آمریکا است. از فیلم‌هایی که وی در آن نقش داشته‌است، می‌توان به دزدان دریایی۲ اشاره کرد.

## اوایل زندگی
شاونا لی را در سن ۱۷ سالگی مادر کردند.

## پیشه
شاونا لی از ۱۸ سالگی وارد صنعت فیلم‌های بزرگسال شد.

## زندگی شخصی
شاونا لی را به عنوان یک خدانشناس و اومانیست می‌شناسند.